# Persone di nome Marc/Calciatori
| Questa pagina contiene informazioni ricavate automaticamente dalle voci biografiche con l'ausilio del template Bio e di un bot. L'aggiornamento è periodico e automatico e ricostruisce completamente la pagina. Se manca una persona in questa lista, sei pregato di non aggiungerla, ma accertati piuttosto che la sua voce biografica contenga il template Bio e che i dati anagrafici siano correttamente compilati. Se il template Bio manca, inseriscilo tu stesso o, in alternativa, metti l'avviso {{tmp\|Bio}} che ne segnala la mancanza. Se i dati riportati sono sbagliati, correggi direttamente la voce biografica; le modifiche saranno visibili in questa lista entro pochi giorni. Per chiarimenti vedi il progetto antroponimi. La lista contiene solo le 87 persone che sono citate nell'enciclopedia e per le quali è stato implementato correttamente il template Bio. Pagina aggiornata al 22 lug 2025. |

Questa è una lista di persone presenti nell'enciclopedia che hanno il nome Marc e sono calciatori.

## A(2)
- Marc Aguado, calciatore spagnolo (Saragozza, n. 2000)
- Marc Albrighton, ex calciatore inglese (Tamworth, n. 1989)

## B(9)
- Marc Baecke, calciatore belga (Sint-Niklaas, n. 1956 - Beveren, † 2017)
- Marc Bartra, calciatore spagnolo (Sant Jaume dels Domenys, n. 1991)
- Marc Berdoll, ex calciatore francese (Trélazé, n. 1953)
- Marc Bernaus, ex calciatore andorrano (Andorra la Vella, n. 1977)
- Marc Bertrán, ex calciatore spagnolo (La Pobla de Segur, n. 1982)
- Marc Bola, calciatore inglese (Londra, n. 1997)
- Marc Bourrier, calciatore e allenatore di calcio francese (Ganges, n. 1934 - Montpellier, † 2024)
- Marc Boutruche, ex calciatore francese (Lorient, n. 1976)
- Marc Burch, ex calciatore statunitense (Cincinnati, n. 1984)

## C(4)
- Marc Cardona, calciatore spagnolo (Lleida, n. 1995)
- Marc Casadó, calciatore spagnolo (Sant Pere de Vilamajor, n. 2003)
- Marc Crosas, ex calciatore spagnolo (Sant Feliu de Guíxols, n. 1988)
- Marc Cucurella, calciatore spagnolo (Alella, n. 1998)

## D(2)
- Marc Dal Hende, calciatore danese (Dragør, n. 1990)
- Marc Degryse, ex calciatore belga (Roeselare, n. 1965)

## E(4)
- Marc Edwige, calciatore francese (n. 1986)
- Marc Edworthy, ex calciatore inglese (Barnstaple, n. 1972)
- Marc Emmers, ex calciatore belga (Hamont, n. 1966)
- Marc Enoumba, calciatore camerunese (Douala, n. 1993)

## F(3)
- Marc Fenelus, calciatore britannico (Port-au-Prince, n. 1992)
- Marc Fernández Gracia, calciatore spagnolo (Corbera de Llobregat, n. 1990)
- Marc Ferré, calciatore andorrano (Andorra la Vella, n. 1994)

## G(5)
- Marc García, calciatore andorrano (Andorra la Vella, n. 1988)
- Marc Hérold Gracien, ex calciatore haitiano (n. 1983)
- Marc Gual, calciatore spagnolo (Badalona, n. 1996)
- Marc Guiu, calciatore spagnolo (Granollers, n. 2006)
- Marc Guéhi, calciatore ivoriano (Abidjan, n. 2000)

## H(6)
- Marc Heitmeier, ex calciatore tedesco (Dortmund, n. 1985)
- Marc Hendrikx, ex calciatore belga (Hamont-Achel, n. 1974)
- Marc Domènech, calciatore spagnolo (Llucmajor, n. 2006)
- Marc Hornschuh, calciatore tedesco (Dortmund, n. 1991)
- Marc Hottiger, ex calciatore svizzero (Losanna, n. 1967)
- Marc Höcher, ex calciatore olandese (Almelo, n. 1984)

## J(2)
- Marc Janko, ex calciatore austriaco (Vienna, n. 1983)
- Marc Joseph, ex calciatore antiguo-barbudano (Leicester, n. 1976)

## K(2)
- Marc Kibong Mbamba, ex calciatore camerunese (Douala, n. 1988)
- Marc Klok, calciatore olandese (Amsterdam, n. 1993)

## L(6)
- Marc Lamborelle, ex calciatore lussemburghese (Lussemburgo, n. 1971)
- Marc Lamti, ex calciatore tunisino (Colonia, n. 2001)
- Marc Libbra, ex calciatore e ex giocatore di beach soccer francese (Tolone, n. 1972)
- Marc Llinares, calciatore spagnolo (Barcellona, n. 1999)
- Marc Lloyd-Williams, ex calciatore gallese (Bangor, n. 1973)
- Marc Lorenz, calciatore tedesco (Münster, n. 1988)

## M(9)
- Marc Marshall, calciatore grenadino (n. 1985)
- Marc Martínez, calciatore spagnolo (Barcellona, n. 1990)
- Marc Mateu, calciatore spagnolo (Valencia, n. 1990)
- Marc Mboua, ex calciatore camerunese (Yaoundé, n. 1987)
- Marc McAusland, calciatore scozzese (Paisley, n. 1988)
- Marc McNulty, calciatore scozzese (Edimburgo, n. 1992)
- Marc Millecamps, ex calciatore belga (Waregem, n. 1950)
- Marc Molitor, ex calciatore francese (Strasburgo, n. 1949)
- Marc Muniesa, calciatore spagnolo (Lloret de Mar, n. 1992)

## N(3)
- Marc Navarro, calciatore spagnolo (Barcellona, n. 1995)
- Marc Nielsen, calciatore danese (Rønne, n. 2001)
- Marc Nygaard, ex calciatore danese (Copenaghen, n. 1976)

## O(1)
- Marc Oberweis, ex calciatore lussemburghese (n. 1982)

## P(9)
- Marc Pascal, ex calciatore francese (Philippeville, n. 1962)
- Marc Pedraza, ex calciatore spagnolo (Barcellona, n. 1987)
- Marc Perruchoud, calciatore svizzero (Chalais, n. 1928 - † 2007)
- Marc Pfertzel, ex calciatore francese (Mulhouse, n. 1981)
- Marc Pfitzner, ex calciatore tedesco (Braunschweig, n. 1984)
- Marc Planus, ex calciatore francese (Bordeaux, n. 1982)
- Marc Pubill, calciatore spagnolo (Terrassa, n. 2003)
- Marc Pugh, ex calciatore inglese (Bacup, n. 1987)
- Marc Pujol, calciatore andorrano (Andorra la Vella, n. 1982)

## R(6)
- Marc Rebés, calciatore andorrano (Santa Coloma, n. 1994)
- Marc Rieper, ex calciatore danese (Rødovre, n. 1968)
- Marc Roberts, calciatore inglese (Wakefield, n. 1990)
- Marc Roca, calciatore spagnolo (Vilafranca del Penedès, n. 1996)
- Marc Rochester Sørensen, calciatore danese (n. 1992)
- Marc Rzatkowski, calciatore tedesco (Bochum, n. 1990)

## S(5)
- Marc Andre Schmerböck, calciatore austriaco (Feldbach, n. 1994)
- Marc Schnatterer, ex calciatore tedesco (Heilbronn, n. 1985)
- Marc Schnyder, ex calciatore svizzero (Ginevra, n. 1952)
- Marc Stein, ex calciatore tedesco (Potsdam, n. 1985)
- Marc Stendera, calciatore tedesco (Kassel, n. 1995)

## T(1)
- Marc Torrejón, ex calciatore spagnolo (Barcellona, n. 1986)

## V(4)
- Marc Vales, calciatore andorrano (Escaldes, n. 1990)
- Marc Valiente, ex calciatore spagnolo (Granollers, n. 1987)
- Marc Van Der Linden, ex calciatore belga (Anversa, n. 1964)
- Marc Vucinovic, ex calciatore tedesco (Hannover, n. 1992)

## W(2)
- Marc Weller, ex calciatore francese (Mutzig, n. 1951)
- Marc Wilson, ex calciatore irlandese (Aghagallon, n. 1987)

## Z(2)
- Marc Zellweger, ex calciatore svizzero (Winterthur, n. 1973)
- Marc Ziegler, ex calciatore tedesco (Blieskastel, n. 1976)